# La donna di testa debole o sia La vedova infatuata
La donna di testa debole o sia La vedova infatuata (che nelle intenzioni dell'autore si sarebbe dovuta intitolare L'uomo sincero) è un'opera teatrale in tre atti in prosa di Carlo Goldoni del 1753, messa in scena con successo per la prima volta a Livorno nell'estate del medesimo anno. La commedia avrebbe dovuto quindi inaugurare, in autunno, la nuova stagione del Teatro San Luca di Venezia a cui il commediografo veneziano era appena passato, ma la prima attrice, che aveva saputo che Goldoni non sarebbe stato presente la sera della prima, si rifiutò di recitare. Per l'inaugurazione fu quindi scelto Il geloso avaro. 
La commedia, che presenta contaminazioni tra la commedia di carattere e la commedia dell'arte, era stata concepita da Goldoni in modo che potessero prendere parte alla recitazione tutti gli attori della numerosa compagnia del Teatro San Luca. Quando finalmente fu portata in scena, non ebbe un'accoglienza positiva da parte del pubblico veneziano.

## Trama
Napoli. Donna Violante è una giovane vedova tutt'altro che inconsolabile, si dà grandi arie di letterata. Apre la sua casa alle conversazioni e ai ricevimenti, cosicché si ritrova presto circondata di ruffiani, cicisbei, adulatori e cacciatori di dote. Per essere alla moda si dedica, benché negata, agli studi letterari e a comporre versi, scegliendosi per maestro il nipote don Pirolino, un cialtrone ignorante e supponente. Il risultato è grottesco, fa versi che la rendono ridicola, e la sua leggerezza le fa prendere per elogi le derisioni, accecata com'è dalle lodi sperticate degli adulatori di cui ama circondarsi (tra gli altri, un avvocato trombone e un ufficiale decaduto che corteggiano assiduamente la sua dote). Una cognata civettuola e capricciosa ossessionata dall'urgenza di maritarsi, un'amica infida e maliziosa, i servi impertinenti e i ripetuti corteggiamenti di un anziano spasimante in preda a tardive fregole amorose contribuiscono a indebolire ancor di più la sua testa. L'unico davvero sincero è don Fausto: con fermezza e pazienza, e aiutato dallo zio Pantalone, giunge a disingannare pienamente Violante, si guadagna la sua totale confidenza e le fa deporre a poco a poco tutte le ridicole pretese.

## Poetica
La commedia è una divertita caricatura delle aspirazioni culturali di una vedova che pensa di ritrovare marito ostentando il continuo ricorso al latinorum